# 村田政真
村田 政真（むらた まさちか、1906年 - 1987年）は、日本の建築家。駒沢オリンピック公園総合運動場陸上競技場が代表作。

## 来歴
三重県に生まれる。1929年に東京美術学校（現・東京芸術大学）建築科を卒業した。同年より岡田信一郎の岡田建築事務所に勤務する。
1931年（昭和6年）より宮内省内匠寮臨時帝室博物館造営課に配属になる。1934年、国立公園ニ建ツ山小屋建築設計コンペ（国立公園協会・建築学会主催）で、佳作二席となる。
退官後の1937年からヨーロッパ、アメリカに出張した。その後1940年から土浦亀城建築事務所に勤務する。
1946年（昭和21年）に村田政真建築設計事務所を開設した。
妻は園芸家の村田ユリ（旧姓：鍵富）。

## 主な作品
公共建築・学校・オフィス他
- 1940年代
  - 銀座・月堂[6]

- 1950年代
  - 某工場クラブ[7]
  - 定山渓ホテルの新館増築[8]
  - 横濱ビルディング[9]
  - 明治座改築[10]
  - 東京信用保證協會事務所[11]
  - 愛知カンツリークラブクラブハウス[12][13]
  - 共同通信社衾町家族寮[14]
  - 松本米穀精麦新社屋[15]
  - 藤友クラブ[16][17]
  - 東京体育館屋内水泳場（詳細図譜は竹中工務店設計部・丹下健三研究室・東京都臨時競技場建設事務所による）[18][19][20][21][22]
  - 東京国際貿易センター[23][24][25]
  - 東京国際貿易センター展示館[26][27]
  - 霧島高原ホテル・ヒュッテ（詳細図譜は村野森建築設計事務所・武基雄研究室・綾井・吉阪協力事務所による）[28][29][30]

- 1960年代
  - 那須ホテル[31]
  - 石山居[32]
  - 東京都落合下水処理場[33]
  - 霧島高原ホテル別館・えびのレストセンター [34]
  - 三重県体育館（林雅子・千葉確次と共作）[35]
  - 駒沢オリンピック公園総合運動場陸上競技場（芦原義信との共作）[36][37][38]
  - 料亭山吹[39]
  - 駐日イタリア大使館改築（ピエール＝フランチェスコ・ボルゲーゼ (Pier Francesco Borghese) と、1965年）
  - 東京都森ケ崎西下水処理場（稼働開始は1966年1月） [33]
  - ホテル松蔵[40]
  - ホテル穂高[41]
  - 共同通信会館[42][43][44][45]
  - 宮崎観光ホテル[46]
  - 天城ホームステッド[47]
  - 埼玉銀行軽井沢寮[48]

- 1970年代
  - 室堂ターミナルとホテル立山 (施工／前田建設工業北陸支店)[49][50]
  - 四日市市立図書館（1973年4月完成）[51]
  - 新宿区立新宿文化センター[52]
  - 玉川大学プール[53]
  - 筑波大学プール[53]
  - 板橋区立美術館（1979年5月開業[54]）

- 1980年代
  - 栃木県公館[55]
  - 世田谷区立太子堂中学校水泳プール[56]
  - 板橋区立少年自然の家 八ヶ岳荘[57]
  - N.I.S.PHASE(1) （鈴木エドワード建築設計事務所との共作）[58]

住宅
- 鍵富正作邸[59]
- 村田政眞邸（自宅）[60][61][62]
- 某氏住宅[63]
- F邸[64]
- Servaites邸-ピロテーのある住宅[65]
- 浜口陽三氏の住宅[66]
- S邸[67][68]
- 江の島の見える家[69]

## 寄稿他
- 「建築家の役割」市浦健（編）『明日の日本住宅』相模書房、1950年、pp.73 - 76
- 村田政真「建築家の責任とそのための保険制度の確立について」『公共建築』第4巻第3号、公共建築協会、1961年12月、40頁。
- 山脇巌 編『住宅のカーポート』井上書院、1962年5月1日。
  - 「本屋と同時計画のモダンカーポート H邸」（pp.14 - 15）
  - 「前庭の樹木を活かして建つカーポート M邸」（pp16 - 17）の2箇所を担当。

## 関連文献
- 「創立35周年 村田政眞建築設計事務所作品抄―ホテル立山、新宿区立中強羅保養所つつじ荘、玉川学園プール、長野市営陸上競技場、新宿区立新宿文化センター、栃木県公館、板橋区立美術館、ほか」『近代建築』第35巻第8号、近代建築社、1981年8月、55-82頁。
- 「特集 村田政真建築設計事務所・スポーツ施設作品集」『近代建築』第38巻第6号、近代建築社、1984年6月、53-72頁。
- 建築アーカイヴス研究所 - 金沢工業大学（村田政眞建築設計事務所から寄贈された設計図面、写真などを所蔵）